# Saison 12 de Joséphine, ange gardien
 (août 2018).
Si vous disposez d'ouvrages ou d'articles de référence ou si vous connaissez des sites web de qualité traitant du thème abordé ici, merci de compléter l'article en donnant les références utiles à sa vérifiabilité et en les liant à la section « Notes et références ».
Chronologie
Saison 11 Saison 13
Cet article présente les épisodes de la douzième saison de la série télévisée Joséphine, ange gardien.

## Liste des épisodes

### Épisode 1:Le Festin d'Alain
Scénariste :
- Emmanuelle Choppin

Réalisateur :
- Philippe Monnier

Diffusions :
- Suisse : 22 juin 2010 sur RTS Un
- France : 29 septembre 2008 sur TF1

Audience :
- France : 7,16 millions téléspectateurs (soit 29 % de part de marché)

Distribution :
- Mimie Mathy : Joséphine
- Jérémie Covillault : Chef Alain Rougier
- Marie Fugain : Valérie Rougier, la sœur d’Alain
- Emmanuel Patron : Stéphane, le second d’Alain
- Stéphane Boutet : René Basile, l’associé chargé des produits dérivés
- Bruce McEwen : l’Américain
- François Raffenaud : Henri
- Catherine Sola : Henriette, l’ancienne institutrice d’Alain & Valérie
- Philippe Uchan : François, le chef pâtissier d’Alain
- Romann Berrux : Rémi, le fils de Valérie
- Jean-Pol Brissart : Yves Chatel, le chroniqueur gastronomique
- Catherine Genard : La marchande de légumes
- Gérard Graillot : Le marchand de volaille
- Elsa Mollien : Marina, la femme d’Alain

Résumé : Joséphine vient en aide à Alain Rougier, pour lui redonner le goût de la cuisine et de ne plus s'occuper des produits dérivés. Face à la visite d’un critique gastronomique, l’ange gardien va essayer de réconcilier le frère et la sœur pour proposer un menu extraordinaire.
Profession de l’épisode : Joséphine est première commis pâtissière et glacière-chocolatière.

### Épisode 2:Au feu la famille!
Scénaristes :
- Marie Du Roy
- Pierre Monjanel

Réalisateur :
- Henri Helman

Diffusion :
- France : 27 octobre 2008 sur TF1

Audience :
- France : 7,94 millions de téléspectateurs (soit 28,6 % de part de marché)[1]

Distribution :
- Mimie Mathy : Joséphine
- Jean-Michel Tinivelli : Adjudant Michel Vercan
- Frank Geney : Fabrice Kessir, un collègue de la caserne
- Marina Golovine : Sophie Vercan, la femme de Michel
- Franck Gourlat : Capitaine Philippe Cazade
- Mathilde Lebrequier : Cécile François, une collègue de la caserne
- Armonie Sanders : Chloé Vercan, la fille de Michel et Sophie
- Philippe Vieux : Docteur Ponti, le médecin de la caserne
- Étienne Doyen : Félix
- Charles Gibault : Mathieu, le copain de Chloé
- Clément Koch : Éric Pervier

Résumé : Joséphine vient en aide à Michel, un pompier qui vient de recevoir une lettre anonyme, dénonçant que sa fille n'est pas la sienne mais celle d'un autre, car sa femme a eu une aventure seize ans auparavant.
Profession de l’épisode : Joséphine est infirmière dans une caserne de pompiers.

### Épisode 3:Police blues
Scénariste :
- Anita Rees

Réalisateur :
- Michel Hassan

Diffusion : 
- France : 9 février 2009 sur TF1

Audience :
- France : 7,70 millions de téléspectateurs (soit 29 % de part de marché)[2]

Distribution :
- Mimie Mathy : Joséphine
- Yvon Back : Commandant Nicolas Vannier
- Stéphane De Groodt : Commandant Levasseur
- Marie Vincent : Commissaire Carel
- Sandra Valentin : Lieutenant Sophie Guerard
- Alban Casterman : Hervé, un policier du commissariat
- Sophie de La Rochefoucauld : Pauline Vannier, la femme de Nicolas
- Ambroise Sabbagh : Julien Vannier, le fils de Nicolas
- Cerise Bouvet : Laura Vannier, la fille de Nicolas
- Julien Lucas : Quentin Fischer, policier victime d'agression
- Annick Alane : Mme Heuchel
- Lea Gabriele : La voisine de Mme Heuchel
- Olivier Guéritée : Cédric Potrat
- Janice Khalifa : Lucie
- Guy Amram : Jean-Pierre
- Cédric Vieira : Lartigue, criminel
- David Rodrigues : Le jeune de la boîte de nuit
- Karin Swenson : La réceptionniste du karaté
- Dany Thrasibule : Le planton du commissariat

Résumé : Joséphine vient en aide à Nicolas Vannier, un commandant de police se retrouvant dans une situation délicate : son fils est soupçonné d'avoir agressé un policier et il se retrouve obligé à la fois de le couvrir mais aussi de protéger un collègue ripoux, qui n'est autre que le parrain de son fils.
Profession de l’épisode : Joséphine est psychologue dans un commissariat de police.
 Commentaire : C’est la deuxième participation d'Yvon Back après Une santé d’enfer. Lors de la première scène, dans une boîte de nuit, une affiche se trouve derrière le commandant, son fils et sa petite amie. Elle fait référence à l'épisode précédent, Au feu la famille !, où Chloé, la fille de Michel Vercan, fait partie d'un groupe de musique.

### Épisode 4:Les Braves
Scénariste :
- Emmanuelle Chopin

Réalisateur :
- Jean-Marc Seban

Diffusion : 
- France : 6 avril 2009 sur TF1

Audience :
- France : 8,13 millions de téléspectateurs (soit 31,7 % de part de marché)[3]

Distribution :
- Mimie Mathy : Joséphine
- Kévin Antoine : Michaël Dabot
- Joseph Malerba : Denis, l’entraîneur de l’équipe
- Arnaud Binard : Hadrien, le capitaine de l’équipe
- Virginie Desarnauts : Alexandra Schneider, la journaliste et petite amie d’Hadrien
- Franck Lorrain : Franck “Pieds-Carrés”, rugbyman du MRC, tireur de l’équipe
- Benjamin Beauvais : Pierre, rugbyman du MRC
- Jacques Fontanel : André Laroche, président du Mailly Rugby Club (MRC)
- Isabelle Spade : Catherine, la mère de Michaël
- Renaud Bécard : Éric, le frère de Michael
- Yves Michel : Sammy
- Daniel Bilong : Yassine
- Ichem Saïbi : Mehdi
- Thomas Didry Manu
- Philippe Agede : le supporter 1
- Éric Forcinal : le supporter 2
- Raphaël Mathon : le policier 1
- Nicolas Devort : le policier 2
- Jean-Michel Monroc : le policier 3
- Marc Leonian : l’interne
- Gérard Graillot : le propriétaire
- Éric Gauzins : l’arbitre
- Frédéric Lafont : le commentateur
- et avec la participation de Fabien Galthié dans son propre rôle.

Résumé : Joséphine vient en aide à Michaël, un jeune rugbyman issu d’un quartier populaire. L’ange gardien va devoir affronter toute une équipe de rugbymen et leurs préjugés pour aider le jeune prodige à réaliser son rêve.
Profession de l’épisode : Joséphine est soigneuse kinésithérapeute dans un club de rugby.

### Épisode 5:Les Majorettes
Scénariste :
- Emmanuelle Choppin

Réalisateur :
- Philippe Monnier

Diffusion : 
- France : 5 octobre 2009 sur TF1

Audience :
- France : 7,34 millions de téléspectateurs (soit 28,5 % de part de marché)[4]

Distribution :
- Mimie Mathy : Joséphine
- Sophie Duez : Catherine
- Marie Guillard : Chloé, la petite sœur de Catherine
- Laurent Hennequin : Marc, le mari de Catherine
- Clara Ponsot : Laura, la fille de Catherine
- Roby Schinasi : Antonin, le petit ami de Laura
- Marc Fayet : André, membre de la troupe, amoureux de Catherine
- Patrick Préjean : Giraud
- Claire-Lise Lecerf : Magalie, membre de la troupe
- Jean-Marie Fonbonne : Le Maire
- Jacques Collard : Henri
- Patrick Della Torre : Michel
- Karin Swenson : La Parisienne
- Stéphane Blancafort : L'organisateur
- Didier Merigou : Le gendarme 1
- Éric Soubelet : Le gendarme 2
- Astrid Roos : Catherine jeune
- Nina Ambard : Chloé jeune
- la fanfare Banda Kalimucha

Résumé : Joséphine vient en aide à Catherine, la directrice d’une troupe de majorettes dont la sœur, Chloé, est revenue en ville monter une troupe concurrente pour le concours local. Chloé lui vole son mari, sa fille… et Joséphine va découvrir une bien sombre vengeance et un douloureux secret enfoui depuis vingt ans.
Profession de l’épisode : Joséphine est serveuse au café-resto “Le Bar des Sirènes” et costumière pour la troupe des Sirènes.

### Épisode 6:Joséphine fait de la résistance
Scénaristes :
- David Lang
- Lionel Cherki

Réalisateur :
- Jean-Marc Seban

Diffusions : 
- Suisse : 27 octobre 2009 sur RTS Un
- France : 8 février 2010 sur TF1

Audience :
- France : 8,48 millions de téléspectateurs (soit 32,6 % de part de marché)[5]

Distribution :
- Mimie Mathy : Joséphine
- Samuel Theis : Antoine Duroc en 1942
- Marie Piot : Régina Schenck, la fille du général
- Juliette Chêne : Jeanne, la femme d’Antoine en 1942 / Virginie, la petite-fille d’Antoine et Jeanne en 2009
- Fabrice Deville : Guillaume Servier, chef de la résistance, ancien prof de maths
- Martin Douaire : Louis Valmont, résistant, patron du « Diamant rouge »
- Mathieu Vervisch : Jacques Duval, résistant
- Jemima West : Pauline, la petite amie droguée de Louis, serveuse
- Vlasta Zehrova (voix doublée par Denise Metmer) : Madeleine Duroc, la mère d’Antoine
- Ladislav Zupanic (voix doublée par Féodor Atkine) : Général Otto Schenck, le père de Régina
- Nicolas Bridet : Colonel Stadler, amoureux transi de Regina
- Jakub Kohl (voix doublée par Jurgen Zwingel) : Capitaine Friedrich
- Ilona Honzova (voix doublée par Veronika Beiwess) : La secrétaire allemande
- Jean-Pierre Moulin : Antoine Duroc en 2009
- Patrick Raynal : François Valmont, le fils de Louis Valmont
- Květa Fialová (voix doublée par Hélène Vanura) : Régina à 82 ans
- Pierre Peyrichout : L'animateur
- Virgile Predhomme : Le cameraman
- Karel Dobry : Le lieutenant
- Patrik Pleschinger (voix doublée par Richard Sammel) : L'officier de Berlin
- Michal Gulyas (voix doublée par Werner Kolk) : L'intendant
- Martin Pachovsky : Le ministre du Reich
- Tomas Pavlacky (voix doublée par Erick Deshors) : L'agent 1
- Dusan Vodak (voix doublée par François Rabette) : L'agent 2
- Zdena Zadnikova-Volencova (voix doublée par Morgane Lombard) : L'urgentiste
- Vladan Blaha (voix doublée par Jochen Hágele) : L'agent de la Gestapo 1
- Jan Zavadil (voix doublée par Julien Lambroschini) : L'agent de la Gestapo 2
- Vaclav Legner (voix doublée par Dominique Plaideau) : L'inspecteur
- Martin Hub : L'homme du canal
- Zdenek Havlicek : L'homme petainiste
- Jiri Kocman : Le soldat 1
- Karel Dolezal : Le soldat 2
- Thomas Docekal : Le soldat de garde

Résumé : Joséphine vient en aide à Antoine Duroc, accusé en 2009 de trahison pendant la Seconde Guerre mondiale, à la suite de la découverte d’un document compromettant. L’ange gardien retourne en 1942 pour enquêter et découvrir la vérité afin de tenter de laver l'honneur de son client, qui était membre d'un réseau de résistance.
Profession de l’épisode : Joséphine est assistante-plombière pour la boutique « Antoine Duroc Plomberie » et poseuse de micros et de bombes pour la Résistance.
Commentaires :
- Sur le passeport de Joséphine en 1942, il est indiqué que ses parents se prénomment Roberte et Marcel, qui sont les prénoms des véritables parents de Mimie Mathy
- Cet épisode comporte quelques incohérences chronologiques :
  - Lorsque Joséphine rencontre Antoine Duroc jeune en 1942, celui-ci est alors âgé de 32 ans (il est né en 1910 d'après sa feuille d'arrêt à la Gestapo). De ce fait, il est censé avoir 99 ans en 2009. Il aurait été donc peu probable qu'il soit encore vivant au vu de son grand âge.
  - De son côté, Régina a 82 ans en 2009 (d'après les crédits du générique de fin). Du coup, elle est censée n'avoir que 15 ans en 1942.
- Régina et le colonel Stadler sont les deux seuls personnages allemands interprétés par des acteurs français (ces derniers ne s'exprimant par ailleurs sans aucun accent). Tous les autres sont joués par des figurants germaniques. Il a même été nécessaire de faire doubler les voix de certains d'entre eux.

### Épisode 7:Le Frère que je n'ai pas eu
Scénaristes :
- Marie Du Roy
- Pierre Monjanel

Réalisateur :
- Pascal Heylbroeck

Diffusion : 
- France : 2 novembre 2009 sur TF1

Audience : 
- France : 7,84 millions de téléspectateurs (soit 29,2 % de part de marché)[6]

Distribution :
- Mimie Mathy : Joséphine
- Bruno Slagmulder : Vincent Delattre, chirurgien esthétique
- Tewfik Jallab : César Dos Feis, le demi-frère de Vincent, pianiste
- Noémie Kocher : Marlène Delattre, la femme de Vincent
- Stéfi Celma : Teresa, amie de César à l’auberge de jeunesse et serveuse
- Clara Le Corre : Emma, la fille de Vincent et Marlène
- Antoine De Prekel : Thomas, le fils de Vincent et Marlène
- Joaquina Belaunde : Carolina, la mère de César
- Laurent Spielvogel : Docteur Pagesse, le directeur financier de la clinique
- Léa Gabriele : Mme Mireille Sauvage, patiente pour une rhinoplastie
- Axelle Wassmer : Julie
- Patrick Zard : Le notaire
- Jean-François Pastout : Mr Berru
- Corinne Pastout : Mme Josiane Berru
- Anne Cantineau : Mme Quincoix
- Hugues Boucher : L'avocat
- Thierry Nenez : Le directeur du conservatoire
- Éric Le Roch : Mr Garcia
- Laurence Bussone : L'anesthésiste
- Maxime Daurel : L'infirmier
- Bruno Paviot : Le médecin de l'hôpital
- Fabienne Galula : La patiente
- Christian Gazio : Le chauffeur de taxi
- Christine Musset et Lionel Emery : Le couple d'acheteurs

Résumé : Joséphine vient en aide à Vincent Delattre, célèbre chirurgien esthétique dont le père vient de mourir il y a trois mois. Alors qu’il souhaite déménager le plus vite possible et revendre le manoir familial, le notaire lui annonce l’existence d’un demi-frère brésilien, également héritier du manoir. Joséphine va tout faire pour rapprocher les deux frères et découvrir le secret de Vincent.
Profession de l’épisode : Joséphine est psychologue pour le centre de chirurgie esthétique “Les Bois clairs”.

### Épisode 8:Ennemis jurés
Scénariste :
- Hélène Woillot

Réalisateur :
- Christophe Barbier

Diffusion :
- France : 10 mai 2010 sur TF1

Audience :
- France : 7,85 millions de téléspectateurs (soit 31 % de part de marché)[7]

Distribution :
- Mimie Mathy : Joséphine
- Jean-Luc Reichmann : Antoine Blondel
- Nelly Alard : Laure Blondel, la femme d’Antoine
- Matyas Simon : Paul Blondel, le fils d’Antoine et Laure
- Capucine Delaby : Julie Blondel, la fille d’Antoine et Laure
- Jean-Yves Berteloot : Xavier Mareuil, dit “Le Parisien”, le voisin pollueur
- Igor Mendjisky : Gaël Mareuil, le fils du voisin
- Jean-Pascal Abribat : Gérard, l’employé des Blondel
- Claudine Acs : La cliente du marché
- Jean-Pierre Bagot : Victor, un ami de la famille, fromager
- Alain Bouzigues : L'inspecteur du label bio
- Daniel-Jean Colloredo : Le médecin
- Chloé Dumas : L’infirmière
- Mathias Jung : Le client de la coopérative colporteur de rumeurs
- Sylvie Lachat : Nadine
- Gilles Louzon : Marco
- Franck Manzoni : L'expert
- Olivier Till : Le directeur de la banque de Xavier
- Franck Adrien : Le producteur 1
- Patrice Zonta : Le producteur 2
- Stéphanie Ruaux : La cliente de la coopérative 1, fan de feuilles de chêne
- Lucie Bataille : La cliente de la coopérative 2

Résumé : Joséphine vient en aide à Antoine Blondel, agriculteur dont le label bio de la ferme est menacé. Xavier Mareuil, l’agriculteur voisin, utilise des pesticides qui polluent l’étang commun. Joséphine va découvrir que ce n'est pas qu'une histoire de champs qui maintient cette haine depuis vingt ans.
Profession de l’épisode : Joséphine est stagiaire dans l’exploitation agricole “Les Charmilles” pour apprendre à cultiver bio.
Commentaires : Joséphine avoue avoir 1000 ans de carrière.

### Épisode 9:L'Homme invisible
Scénariste :
- Emmanuelle Choppin

Réalisateur :
- Jean-Marc Seban

Diffusion : 
- France : 5 avril 2010 sur TF1

Audience :
- France : 6,76 millions de téléspectateurs (soit 25,4 % de part de marché)[8]

Distribution :
- Mimie Mathy : Joséphine
- Arthur Jugnot : Yann Leblanc
- Patrick Catalifo : Pr Pierre Schaeffer
- Sandy Lobry : Ariane, la collègue de Yann
- Patrice Valota : André
- Virginie Peignien : Françoise Mercier
- François Hatt : Hadrien
- Didier Merigou : Maxime
- Olivier Claverie : Paul Massenet, le PDG du labo
- Angélique Thomas : Isabelle
- Anne Macina : Mme Schaeffer
- Denis Sebbah : Le DRH
- Nathalie Vincent : Amélie Delage
- Géraldine Masquelier : L'assistante du PDG
- Raphaël Mathon : Le chercheur
- Alain Brochery : Le vieux cycliste
- Frankie Pain : La femme de ménage
- Karine Michelangeli L'infirmière
- Sylvie Degryse : La mère d'Ariane
- Guillaume Nail : Le fermier
- Hervé Babadi : Le vigile
- Frédéric Dessains : Le frimeur

Résumé : Joséphine vient en aide à Yann, futur grand chercheur, mais qui doit vaincre sa timidité pour s'exprimer et assumer ses choix. Il est notamment sous la coupe de son supérieur, qui cherche à s'attribuer ses découvertes...
Profession de l’épisode : Joséphine est technicienne de laboratoire, spécialisée dans la recherche médicale contre la maladie d’Alzheimer et les tests sur les animaux.
Commentaire : Dans l’épisode, tout juste après une téléportation, Joséphine croise un homme qui se retourne. Ce dernier n'est autre que le chef cuisinier et restaurateur Benoist Gérard, le mari de Mimie Mathy.

### Épisode 10:Marie-Antoinette
Scénariste :
- Nelly Alard

Réalisateur :
- Philippe Monnier

Diffusions :
- Belgique : 6 juin 2010 sur La Une
- Suisse : 31 août 2010 sur RTS Un
- France : 20 septembre 2010 sur TF1

Audience : 
- France : 5,82 millions téléspectateurs (soit 24 % de part de marché)[9]

Distribution :
- Mimie Mathy : Joséphine
- Liane Foly : Laura Calle
- Jean-Claude Adelin : Hadrien Letourneur
- François Berland : Paul Kermeur, le producteur
- Pierre Deladonchamps : Chevalier de Montaigu
- Manuel Gélin : Jean Bailly
- Marie Le Cam : L'assistante de Gandolfi
- Marie Piton : La femme de chambre
- Jeanne Savary : Catherine Letourneur
- Héléna Soubeyrand : La marquise de Polignac
- Michel Voïta : Aldo Gandolfi, le réalisateur
- Frédéric Antoine : Le machino
- Gauthier de Crépy : Le vigile du tournage
- Léa Durand : Amélie, 14 ans, la fille de Laura
- Gabrielle Forest : La directrice de l'école suisse
- Éric Franquelin : Le docteur Lachaume
- Clément Koch : Max Leblanc, paparazzi pour le journal “Le Jour”
- Samantha Markowic : Anna, la maquilleuse
- Olivier Meurville : William
- Timothé Molinié : Arthur
- Frédéric Venant : Le policier suisse
- Laurent Besançon : Le paparazzi 1
- Jacopo Menicagli : Le paparazzi 2
- Gérard Graillot : L'automobiliste 1
- Jeff Esperansa : L'automobiliste 2

Résumé : Joséphine vient en aide à Laura Calle, une actrice qui cache l’existence de sa fille à la presse. Amélie souffre de ne pas connaître son père, car Laura n'est pas prête à lui dire la vérité. Lorsque Amélie est renvoyée de l’internat, Joséphine convainc Laura de la ramener sur Paris.
Profession de l’épisode : Joséphine est maquilleuse de cinéma sur le tournage du film sur Marie-Antoinette.

### Épisode 11:Chasse aux fantômes
Scénaristes :
- David Lang
- Lionel Cherki

Réalisateur :
- Jean-Marc Seban

Diffusions :
- Belgique : 12 septembre 2010 sur La Une
- Suisse : 16 octobre 2010 sur RTS Un
- France : 25 octobre 2010 sur TF1

Audience :
- France : 8,27 millions de téléspectateurs (soit 31,5 % de part de marché)[10]

Distribution :
- Mimie Mathy : Joséphine
- Cécilia Cara : Rebecca
- Fabrice de La Villehervé : James Hadley, détective et chimiste
- Romain Deroo : Scott MacNeil, le petit ami de Rebecca, fils de l’ancien comptable de la distillerie, patron du pub du village
- Philippe Magnan : Maître Fergus, notaire
- Frédéric Pellegeay : Duncan, le régisseur du château
- Alexandra Vandernoot : Sharon, la tante de Rebecca
- Martin Davidek (voix doublée par Pierre Forest) : L'homme en noir / Wallace le Magicien / Bruce, le père de Rebecca
- Arnaud Guiral : Le médecin
- Benjamin Guyot : Ben Lennox, l’ancêtre du tableau, disparu depuis 400 ans
- Marek Holy (voix doublée par Julien Sibre) : L'assistant de magie de Wallace
- Oldrich Kriz (voix doublée par Erick Deshors) : Le patron du cabaret où travaille Wallace
- Pierre Peyrichout : Rollins, le policier chargé de l’enquête
- Jiri Vacek (voix doublée par Dominique Plaideau) : Arthur MacAlistair
- Céline Vitcoq : Abigail, la femme de chambre

Résumé : Joséphine vient en aide à Rebecca, la riche héritière du château des MacAlistair en Écosse, qui affirme voir le fantôme de son père décédé 10 ans plus tôt. Joséphine se rend vite compte que tout ceci n'est qu'une machination pour faire interner la jeune fille et la dépouiller de sa fortune, et va dès lors s'efforcer de tirer les choses au clair pour la protéger...
Profession de l’épisode : Joséphine est touriste en Ecosse.

### Épisode 12:Un bébé tombé du ciel
Scénaristes :
- Marie Du Roy
- Pierre Monjanel

Réalisateur :
- Pascal Heylbroeck

Diffusions : 
- Belgique : 7 novembre 2010 sur La Une
- Suisse : 18 janvier 2011 sur RTS Un
- France : 21 février 2011 sur TF1

Audience : 
- France : 8,18 millions de téléspectateurs (soit 31,3 % de part de marché)[11]

Distribution :
- Mimie Mathy : Joséphine
- Victoria Grosbois : Charlotte
- Marianne Épin : Christiane, la mère de Charlotte
- Jean-François Fagour : Le videur de la boîte de techno
- Élodie Fontan : Alexandra, la petite amie de Jérémy à Londres
- Michèle Garcia : Mme Grégorio, une cliente habituée du spa
- Sophie Mounicot : L'assistante sociale
- Rémy Roubakha : Le voisin râleur de Charlotte
- Élisa Servier : Corinne Durieu, la directrice du spa
- Luc Battiston : Loïc, un ami gay de Charlotte et babysitter d’Amandine
- Jennifer Bokobza : Sandrine
- Samuel Cahu : Laurent, le petit ami de Loïc
- Julien Floreancig : Jérémy, employé du spa, fils de la directrice, ex de Charlotte
- Erik Maillet : Le barman de la boîte de techno
- Marie Arnaudy : La patiente de sophro 1
- Gigi Ledron : La patiente de sophro 2

Résumé : Joséphine vient en aide à Charlotte, 19 ans, mère célibataire d’un bébé. L’ange gardien va aider la jeune fille immature à ne pas perdre son logement, son travail et son enfant. 
Profession de l’épisode : Joséphine est sophrologue au centre de thalassothérapie d’Enghien-les-Bains.

### Épisode 13:Tout pour la musique
Scénaristes :
- David Lang
- Lionel Cherki

Réalisateur :
- Jean-Marc Seban

Diffusions :
- Belgique : 2 janvier 2011 sur La Une
- Suisse : 8 mars 2011 sur RTS Un
- France: 11 avril 2011 sur TF1

Audience : 
- France : 7,13 millions de téléspectateurs (soit 27 % de part de marché)[12]

Distribution :
- Mimie Mathy : Joséphine
- Alice Isaaz : Juliette Verdon
- Hélène Degy : Léonie, violoniste, petite amie de Serge
- Edgar Givry : Pierre Ruthman
- Frédéric van den Driessche : Serge Chopart, le chef d’orchestre
- Cesare Capitani : Le père de Matéo
- Fabrice Michel : Alain Delambre, le beau-père de Juliette
- Candice Charles : Chloé Delambre, la demi-sœur de Juliette
- Valérie Sibilia : Carole Delambre, la mère de Juliette, femme d’Alain et veuve d’Antoine
- Alain Azerot : Jean-Michel
- Martin Barlan : Matéo
- Morgane Kerhousse : Sandra
- Serge Requet-Barville Franck, le voisin des Delambre
- Karin Swenson : Annabelle, la voisine des Delambre
- Constance Lelarge : La violoniste
- Stéphane Rulliere : Le violoniste 1
- Philippe Morel : Le violoniste 2
- Michel Remy : Le percussionniste
- Cyril de la Morandiere : Le journaliste
- Christine Kay : La journaliste
- Marc Raffray : Le voisin
- et l'orchestre de l'opéra de Massy

Résumé : Joséphine vient en aide à Juliette, une violoniste virtuose âgée de 15 ans. Juliette a hérité du talent de son père, mort alors qu'il devenait un concertiste renommé. Elle aurait tout pour être heureuse, mais elle se heurte à l'hostilité de ses collègues musiciens, alors que ses parents, sa mère et son beau-père, ont du mal à la comprendre.
Profession de l’épisode : Joséphine est violoniste au Grand Orchestre Symphonique.